# Janov (kraj hradecki)
Janov – gmina w Czechach, w powiecie Rychnov nad Kněžnou, w kraju hradeckim.
1 stycznia 2017 gminę zamieszkiwało 113 osób, a ich średni wiek wynosił 41,0 roku.